# Nati nel 1671
| Questa pagina contiene informazioni ricavate automaticamente dalle voci biografiche con l'ausilio del template Bio e di un bot. L'aggiornamento è periodico e automatico e ricostruisce completamente la pagina. Se manca una persona in questa lista, sei pregato di non aggiungerla, ma accertati piuttosto che la sua voce biografica contenga il template Bio e che i dati anagrafici siano correttamente compilati. Se il template Bio manca, inseriscilo tu stesso o, in alternativa, metti l'avviso {{tmp\|Bio}} che ne segnala la mancanza. Se i dati riportati sono sbagliati, correggi direttamente la voce biografica; le modifiche saranno visibili in questa lista entro pochi giorni. Per chiarimenti vedi il progetto biografie. La lista contiene solo le 93 persone che sono citate nell'enciclopedia e per le quali è stato implementato correttamente il template Bio. Pagina aggiornata al 10 feb 2025. |

## Gennaio(5)
- 9 gennaio - Jean-Baptiste van Mour, pittore fiammingo († 1737)
- 11 gennaio - Francesco Maria Balbi, doge († 1747)
- 11 gennaio - François-Marie de Broglie, nobile e militare francese († 1745)
- 19 gennaio - Antonio Gresta, pittore italiano († 1727)
- 28 gennaio - William Stephens, politico britannico († 1753)

## Febbraio(5)
- 19 febbraio - Charles-Hubert Gervais, compositore francese († 1744)
- 22 febbraio - Sofia Carlotta di Württemberg, nobildonna tedesca († 1717)
- 24 febbraio - Donato Creti, pittore italiano († 1749)
- 25 febbraio - Nicolaus Hieronymus Gundling, giurista e filosofo tedesco († 1729)
- 26 febbraio - Anthony Ashley-Cooper, III conte di Shaftesbury, politico, filosofo e scrittore inglese († 1713)

## Marzo(7)
- 6 marzo - Carlotta Felicita di Brunswick-Lüneburg, duchessa († 1710)
- 7 marzo - Ellis Wynne, presbitero e scrittore gallese († 1734)
- 9 marzo - Pietro Secondo Radicati di Cocconato e Celle, vescovo cattolico e nobile italiano († 1729)
- 16 marzo - Nicolò Foscarini, politico italiano († 1752)
- 17 marzo - Kaspar Ignaz von Künigl, nobile e vescovo cattolico austriaco († 1747)
- 20 marzo - Edmund Chishull, presbitero, teologo e antiquario inglese († 1733)
- 30 marzo - Cristina Luisa di Oettingen-Oettingen, duchessa († 1747)

## Aprile(2)
- 21 aprile - John Law, economista scozzese († 1729)
- 21 aprile - Giovanni Battista Mesmer, cardinale italiano († 1760)

## Maggio(8)
- 4 maggio - Michele Esterházy, ungherese († 1721)
- 8 maggio - Giovan Battista Caniana, architetto e scultore italiano († 1754)
- 10 maggio - Bernardino Pecci, vescovo cattolico italiano († 1736)
- 12 maggio - Erdmann Neumeister, teologo tedesco († 1756)
- 20 maggio - Emmanuele Lebrecht di Anhalt-Köthen, principe tedesco († 1704)
- 21 maggio - Azzolino Bernardino della Ciaia, organista, clavicembalista e compositore italiano († 1755)
- 24 maggio - Domenico Antonio Donbattista, presbitero italiano († 1739)
- 25 maggio - Gian Gastone de' Medici, sovrano italiano († 1737)

## Giugno(8)
- 8 giugno - Tomaso Albinoni, compositore e violinista italiano († 1751)
- 8 giugno - Giuseppe Antonio Vincenzo Aldrovandini, compositore italiano († 1707)
- 10 giugno - Lorenzo Altieri, cardinale italiano († 1741)
- 16 giugno - Johann Christoph Bach, organista e compositore tedesco († 1721)
- 21 giugno - Christian Detlev Reventlow, diplomatico e militare danese († 1738)
- 24 giugno - Giovanni Battista Salerni, cardinale italiano († 1729)
- 29 giugno - Sauvolle de la Villantry, esploratore francese († 1701)
- 30 giugno - Teodorico Pedrini, presbitero, missionario e musicista italiano († 1746)

## Luglio(6)
- 5 luglio - Carmine Nicolao Caracciolo, nobile spagnolo († 1726)
- 11 luglio - Michel Poncet de La Rivière, vescovo cattolico, predicatore e oratore francese († 1730)
- 14 luglio - Jacques Eugène d'Allonville de Louville, astronomo e matematico francese († 1732)
- 20 luglio - Filippo d'Assia-Darmstadt, nobile tedesco († 1736)
- 22 luglio - Luigi Rodolfo di Brunswick-Lüneburg, duca tedesco († 1735)
- 26 luglio - Giovanni Gonzaga, nobile italiano († 1743)

## Agosto(4)
- 1º agosto - Giovanni Antonio De Pieri, pittore italiano († 1751)
- 20 agosto - Qamar-ud-din Khan, Asaf Jah I, principe indiano († 1748)
- 25 agosto - Guglielmo II d'Assia-Wanfried-Rheinfels, nobile tedesco († 1731)
- 28 agosto - Carlo Francesco Agostino Malaspina, nobile italiano († 1722)

## Settembre(6)
- 1º settembre - Marco Antonio Ansidei, cardinale e arcivescovo cattolico italiano († 1730)
- 7 settembre - Antoine Danchet, drammaturgo, librettista e poeta francese († 1748)
- 12 settembre - Giberto Borromeo, cardinale italiano († 1740)
- 13 settembre - Niccolò Capasso, poeta, teologo e letterato italiano († 1744)
- 21 settembre - Marco Antonio Raimondi, vescovo cattolico italiano († 1732)
- 28 settembre - Henry Grey, I duca di Kent, nobile e politico inglese († 1740)

## Ottobre(8)
- 1º ottobre - Luigi Guido Grandi, matematico e filosofo italiano († 1742)
- 5 ottobre - Alfonso Mariconda, arcivescovo cattolico italiano († 1737)
- 8 ottobre - José Carrillo de Albornoz, duca di Montemar, condottiero spagnolo († 1747)
- 8 ottobre - Michele Ricciardi, pittore italiano († 1753)
- 10 ottobre - Antonio Maccioni, gesuita, missionario e scrittore spagnolo († 1753)
- 11 ottobre - Federico IV di Danimarca, re († 1730)
- 12 ottobre - Charles de La Boische, militare e funzionario francese († 1749)
- 18 ottobre - Federico IV di Holstein-Gottorp, duca tedesco († 1702)

## Novembre(3)
- 5 novembre - Henri-Osvald de La Tour d'Auvergne, cardinale e arcivescovo cattolico francese († 1747)
- 6 novembre - Colley Cibber, drammaturgo e attore teatrale inglese († 1757)
- 14 novembre - Alvaro Mendoza Caamaño y Sotomayor, cardinale spagnolo († 1761)

## Dicembre(9)
- 1º dicembre - John Keill, matematico scozzese († 1721)
- 3 dicembre - Domenico Rivera, cardinale, letterato e diplomatico italiano († 1752)
- 5 dicembre - Giuseppe Clemente di Baviera, arcivescovo cattolico tedesco († 1723)
- 10 dicembre - Giuliano Colonna di Stigliano, I principe di Sonnino, nobile italiano († 1732)
- 13 dicembre - Francesco Antonio Coratoli, pittore italiano († 1722)
- 18 dicembre - Gabriele Gabrieli, architetto svizzero († 1747)
- 19 dicembre - Cristiana Eberardina di Brandeburgo-Bayreuth, regina († 1727)
- 23 dicembre - Guillén Ramón de Moncada y Portocarrero, nobile e militare spagnolo († 1727)
- 26 dicembre - Philipp Ludwig Wenzel von Sinzendorf, nobile, politico e diplomatico austriaco († 1742)

## Senza giorno specificato(22)
- Gustaf Adlerfelt, storico svedese († 1709)
- Claude Balon, danzatore e coreografo francese († 1744)
- Anselmo Banduri, numismatico, bizantinista e antiquario italiano († 1743)
- Pietro Barbarigo, patriarca cattolico italiano († 1725)
- Anne Bracegirdle, attrice teatrale inglese († 1748)
- Giovanni Carafa della Spina, militare italiano († 1743)
- George Cheyne, medico e saggista scozzese († 1743)
- Bartolomeo Chiozzi, ingegnere italiano († 1741)
- Angelo De Rossi, scultore italiano († 1715)
- Antoine V de Gramont, militare francese († 1725)
- Carl Gustav Heraeus, numismatico e antiquario svedese († 1725)
- Kaigetsudō Ando, pittore giapponese
- Alivardi Khan, sovrano bengalese († 1756)
- Rob Roy MacGregor, brigante scozzese († 1734)
- Nadal Melchiori, pittore e scrittore italiano
- Nishikawa Sukenobu, pittore e incisore giapponese († 1751)
- Vigilio Fortunato Prati, intagliatore italiano
- Angelo Rangheri, scultore italiano († 1740)
- Michele Rocca, pittore italiano
- Richard Steele, scrittore, saggista e politico britannico († 1729)
- Giuseppe Antonio Tosi, pittore italiano († 1764)
- Pietro Uberti, pittore italiano († 1762)